# Eurytoma terebinthi
Eurytoma terebinthi är en stekelart som beskrevs av Camillo Rondani 1877. Eurytoma terebinthi ingår i släktet Eurytoma och familjen kragglanssteklar. Inga underarter finns listade i Catalogue of Life.